# Radislav Krstić
Radislav Krstić (cyr. Радислав Крстић, ur. 15 lutego 1948 we Vlasenicy) – bośniacki żołnierz narodowości serbskiej, uczestnik wojny w Bośni i Hercegowinie, generał major Armii Republiki Serbskiej. W 2001 Międzynarodowy Trybunał Karny dla byłej Jugosławii skazał go na 46 lat więzienia, m.in. za zbrodnię ludobójstwa. W drugiej instancji wyrok zmniejszono do 35 lat. W 2014 rozpoczął odbywanie kary w Polsce, jako pierwszy zbrodniarz wojenny od śmierci Ericha Kocha.

## Życiorys

### Lata przedwojenne
Ukończył szkołę podstawową i średnią na terytorium dzisiejszej Bośni i Hercegowiny, wówczas stanowiącym część Jugosławii, skąd pochodzi. W 1968 rozpoczął studia w wyższej szkole oficerskiej jugosłowiańskiej armii w Belgradzie, którą ukończył w 1972 roku. W tym samym roku otrzymał szlify oficerskie. W latach 1972–1981 służył w garnizonie Sarajewo, gdzie zajmował niższe stanowiska dowódcze. W latach 1981–1983 pełnił służbę sztabową w Belgradzie, po czym został skierowany do Negotina, gdzie służył w jednostce odpowiedzialnej za zabezpieczenie granicy z Rumunią i Bułgarią. W 1986 został przeniesiony do Kosowa, gdzie początkowo stacjonował w Prisztinie jako dowódca pionu szkolenia miejscowego garnizonu. W 1987 został szefem sztabu brygady zmechanizowanej w Kosowskiej Mitrowicy. W 1990 został awansowany na dowódcę tej brygady.

### Wojna w Bośni i Hercegowinie
Po ogłoszeniu przez Bośnię i Hercegowinę niepodległości, w połowie 1992 roku postanowił wrócić w rodzinne strony i dołączyć do wojsk bośniackich Serbów. Ówczesny podpułkownik Krstić został dowódcą 2. Brygady Zmechanizowanej stacjonującej w Sokolacu, w etnicznie serbskiej części przedmieść Sarajewa. 15 sierpnia 1994 został awansowany na szefa sztabu Armii Driny, jednego z głównych zgrupowań bojowych wojsk Republiki Serbskiej.

#### Wypadek
29 grudnia 1994 podczas inspekcji podległych sobie wojsk nadepnął na minę przeciwpiechotną, wskutek czego został ciężko ranny. 3 stycznia 1995 opiekujący się nim lekarze w szpitalu w Sokolacu podjęli decyzję o amputacji prawej nogi poniżej kolana. Kolejne miesiące spędził w szpitalach wojskowych w Meljine w Czarnogórze oraz w Belgradzie, skąd został wypisany na własne żądanie w kwietniu 1995. W połowie maja 1995 uznano, że jego stan zdrowia pozwala na powrót do czynnej służby wojskowej, wobec czego odzyskał swoje stanowisko zajmowane przed wypadkiem.

#### Masakra w Srebrenicy
W lipcu 1995 Krstić był jednym z serbskich oficerów dowodzących masakrą w Srebrenicy. Wśród materiałów zebranych przez prokuratorów trybunału w Hadze znalazł się m.in. zapis podsłuchanej rozmowy Krsticia z gen. Draganem Obrenoviciem, bezpośrednio kierującym egzekucjami mężczyzn i chłopców ze Srebrenicy. W rozmowie tej Krstić zwracał uwagę podległemu sobie Obrenoviciowi, aby „zabił ich wszystkich” i „nie zostawił żadnego przy życiu”. Ze stenogramu wynika, iż miał świadomość, że najpewniej jest podsłuchiwany, lecz nie przejmował się tym zbytnio.

### Służba powojenna
W uznaniu swoich zasług Krstić został następnie awansowany na dowódcę Armii Driny, oficjalnej ceremonii przekazania mu tego stanowiska przewodniczył osobiście gen. Ratko Mladić. Już po zakończeniu wojny w Bośni został oddelegowany do służby w akademii wojskowej w Belgradzie, a następnie piastował urząd głównego inspektora ds. gotowości obronnej w armii Republiki Serbskiej. W 1998 mianowano go dowódcą 5. Armii.

## Aresztowanie i proces
1 listopada 1998 Międzynarodowy Trybunał Karny dla byłej Jugosławii w Hadze (ICTY) postawił go oficjalnie w stan oskarżenia m.in. za ludobójstwo, czystki etniczne oraz dwa zabójstwa. Później rozszerzono te zarzuty m.in. o zbrodnie wojenne. 2 grudnia 1998 wiozący Krsticia samochód został wzięty szturmem w czasie wspólnej akcji żołnierzy SAS oraz Navy SEALs. Wywołało to spięcie dyplomatyczne między NATO a Rosją, bowiem zatrzymanie miało miejsce w części Bośni i Hercegowiny przekazanej pod nadzór rosyjskich sił stabilizacyjnych, które nie zostały powiadomione o planowanej akcji. Sam Krstić został niezwłocznie przewieziony do aresztu ICTY w Scheveningen.
Jego proces w pierwszej instancji zakończył się 2 sierpnia 2001 wyrokiem uznającym go za winnego wszystkich zarzucanych mu czynów i skazującym go na 46 lat pozbawienia wolności. W drugiej instancji skład orzekający izby odwoławczej ICTY uniewinnił go od części zarzutów, wskutek czego w wydanym 19 kwietnia 2004 ostatecznym wyroku wymiar kary został zmniejszony do 35 lat więzienia.

### Atak w więzieniu i przekazanie Polsce
W grudniu 2004 został przekazany Wielkiej Brytanii, która zgodziła się przyjąć go celem odbycia kary w jednym z brytyjskich więzień. Został osadzony w zakładzie karnym o najwyższym stopniu bezpieczeństwa w Wakefield. Nie stwarzał tam żadnych problemów wychowawczych, wobec czego miał prawo swobodnego poruszania się po więzieniu przez większość dnia i kontaktu z innymi osadzonymi. 7 maja 2010 trzej współwięźniowie – wszyscy będący muzułmanami (podobnie jak ofiary masakry w Srebrenicy) – zaatakowali go i poderżnęli mu gardło (za co dwóch z nich zostało później skazanych przez brytyjski sąd na dożywotnie więzienie), jednak Krstić zdołał przeżyć.
Po powrocie do zdrowia Krstić opuścił Wielką Brytanię i tymczasowo powrócił do aresztu ICTY w Holandii. Trybunał zwrócił się następnie do Polski, która wcześniej podpisała z nim stosowne porozumienie, o przyjęcie skazanego celem odbycia reszty kary. Krstić został poinformowany o tej decyzji i postanowił nie korzystać z przysługującego mu prawa do odwołania się od niej. 3 grudnia 2012 Sąd Okręgowy w Warszawie, w składzie pod przewodnictwem sędziego Igora Tulei, wyraził zgodę na jego osadzenie w Polsce. Krstić 20 marca 2014 roku został przewieziony do aresztu śledczego w Piotrkowie Trybunalskim, gdzie będzie odsiadywał resztę wyroku.
Sędzia Tuleya oświadczył, że w oddzielnym postępowaniu, już po przekazaniu więźnia, polski sąd będzie musiał dostosować wyrok do polskiego prawa – może to być kara 25 lat, gdyż Kodeks karny (1997) nie przewiduje kary 35 lat (art. 32). Podkreślał, że Krstić orzeczoną karę odbywa (z zaliczeniem aresztu) od 1998 r., co będzie mu przez polski sąd zaliczone na poczet kary (zgodnie z art. 63 § 1 i 114 § 2 Kodeksu), w Polsce mógłby zatem spędzić najwyżej 9 lat. Sędzia zarazem zwrócił uwagę, że nie oznaczałoby to dla skazanego automatycznie zwolnienia, bo Trybunał nie byłby związany karą dostosowaną przez polski sąd i po jej ukończeniu podjąłby własną decyzję w tej sprawie. Osoba odbywająca w Polsce karę 25 lat więzienia ma prawo ubiegania się o możliwość przedterminowego, warunkowego zwolnienia po 15 latach (wedle art. 78 § 3). Ponieważ Krstić przebywa w więzieniach od 1998 r., teoretycznie już nabył to prawo. Tuleya podkreślał, że odsiadując wyrok w Polsce, skazany mógłby ubiegać się i o warunkowe przedterminowe zwolnienie, i np. o ułaskawienie – „ale i tu Trybunał miałby głos decydujący”.